# Hayley Orrantia
Hayley Orrantia (Arlington, 1994. február 21. –) amerikai színésznő.

## Élete
A Texas állambeli Arlingtonban született. 2011-ben a How We Covered It című dokumentumfilmben tűnt fel először, majd szerepet kapott a Cooper and the Castle Hills Gang című filmben.
Még ugyanebben az évben jelentkezett az X-Factor USA című tehetségkutató műsorba. A táborban a mentorok úgy döntöttek, hogy ne szólóban folytassa a versenyt, ezért Cari Fletcher, Dani Knights és Paige Ogle mellett ő is a Lakoda Rayne nevű együttes tagja lett, amelynek elsőszámú profilja a country.
2013 óta szerepel A Goldberg család című amerikai vígjátéksorozatban.

## Filmszerepei
- A Goldberg család (2013-2023)
- Karácsony törölve (2021)
- JOE (2024)

## További információ
- Hivatalos oldal
- Hayley Orrantia a Facebookon
- Hayley Orrantia az Internetes Szinkronadatbázisban (magyarul)
- Hayley Orrantia az Internet Movie Database-ben (angolul)
- Hayley Orrantia a Rotten Tomatoeson (angolul)